# RTAI
RTAI (de l'anglais « Real Time Application Interface ») est une extension libre du noyau Linux lui apportant des fonctionnalités temps réel dures.
Le projet est toujours maintenu et distribué depuis l'origine selon les termes de la licence GNU LGPL, et sous la GPL pour la portion de code concernée par l'implémentation RTLinux.
RTAI supporte les architectures x86, PowerPC, ARM, MIPS. RTAI utilise Adeos.

## Historique
RTAI est un projet universitaire initié à la fin des années 1990 par Paolo Mantegazza et son équipe du département d’ingénierie aérospatiale (DIAPM) de l’école polytechnique de Milan. Il est développé à l'origine comme une variante de RTLinux.

### Brevet logiciel et GPL
RTAI migre la partie du projet RTAI menacée par le brevet de son concurrent sous la licence publique générale GNU en mars 2002. Cette partie du projet se retrouve implicitement couverte par la licence de brevet libre RTLinux. Cette mesure fait suite  à l'accord trouvé entre FSMLabs et la fondation pour le logiciel libre afin de permettre l'utilisation de la technique brevetée dans des projets de logiciels libres.
Ce changement correspond à la version 24.1.8.